# Хинтерхермсдорф
Хинтерхермсдорф административно относится (с 1998 года) к городу  Зебниц (район Саксонская Швейцария - Восточные Рудные горы, Саксония). Население составляет около 650 человек.

## География
Хинтерхермсдорф расположен в восточной части Саксонской Швейцарии, на границе с Чешской Республикой недалеко от двух национальных парков -  Саксонской и Чешской Швейцарии.
До 2012 года Хинтерхермсдорф был одним из немногих коммун Саксонии, у которых не было общей границы с территорией муниципалитета, к которому они административно относились. Между городом Зебниц и Хинтерхермсдорфом находилась коммуна Кирничталь.

### Транспортное сообщение
С областной федерально дорогой Хинтерхермсдорф соединяет только одно шоссе. Через деревню проходит кольцевая дорога с односторонним движением. Между Хинтерхермсдорфом, Дрезденом и Зебницем есть автобусное сообщение. Три велосипедные и пешеходные тропы ведут через границу Чехии: один проходит над долиной реки Кирнич и заканчивается в Zadní Jetřichovice (Hinterdittersbach); второй идет вдоль Zadní Doubice (Hinterdaubitz) над Kyjovské údolí (Khaatal) и заканчивается в Красна Липа (Schönlinde); третий проходит огибает гору Вайфберг и заканчивается в Mikulášovice (Никсдорф).

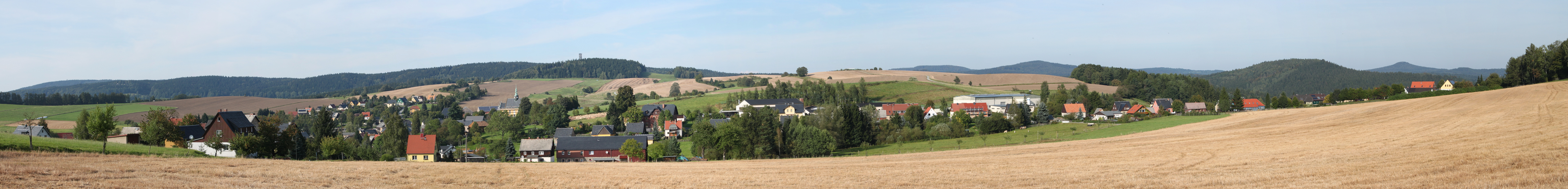
Панорама Хинтерхермсдосфа

## История

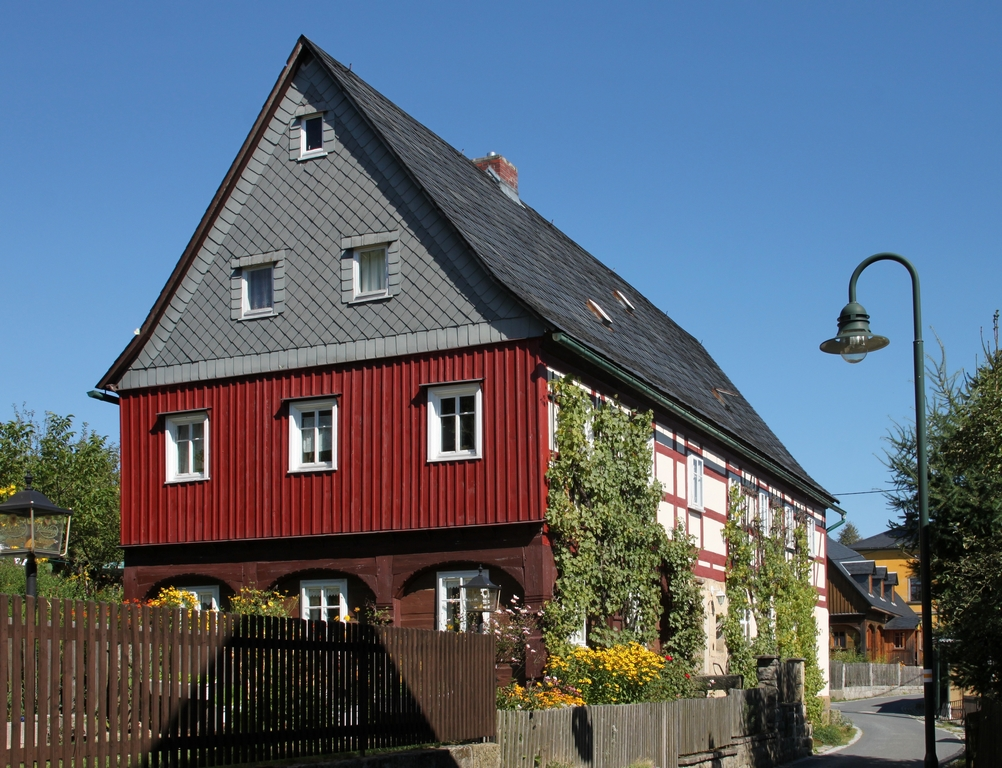
"Хессенский дом" (построен в 1804 году). Архитектурный облик Хинтерхермсдорфа создают многочисленные Верхнелужицкие дома, большинство из которых были капитально отреставрированы после 1990 года.

По неподтвержденным данным, деревня была основана немецкими колонистами - выходцами из Верхнего Пфальца и Нижней Франконии. Впервые Хинтерхермсдорф упоминается в документе от 1445 года как Германсторф (Hermanstorff).  По одной из версий, основателя поселения, наследственного судью звали Германн. Чуть позже встречается название Герминсторф (Herminstorff) и в 1480 году - Богемский Гермессдорф (bhemischin Hermeßdorff), что указывает на то, что в это время деревня принадлежала Чешскому королевству. Когда поселение перешло в подчинение к саксонскому курфюрсту, оно стало называться Гинтерхермансдорф (Hinterhermansdorf).
Община Хинтерхеримсдорфа перешла в протестантство только через три года (1542 год) после того, как оно было официально признано в герцогстве Саксония (1539 год). Три года жители деревни ходили горными тропами в соседнюю Чехию на католические службы.
В 1547 году в кадастровом регистре города Зебница за Хинтерхермдорфом было записано 13 фермерских хозяйств, три деревообрабатывающих мастерских и один известняковый карьер. Из-за Контрреформации в Северной Чехии во второй половине 16 века к прежнему населению Хинтерхермсдорфа добавилось около 10 семей беженцев.
Из-за географического положения (400 м над уровнем моря) и бедных почв сельско-хозяйственная деятельность была очень непродуктивной, поэтому деревня жила почти исключительно за счет деревообрабатывающей промышленности и транспортировки срубленной древесины в направлении Бад-Шандау, Дрездена и Мейсена . На реке Кирницш до сих пор сохранились Верхний (1567 год постройки) и Нижний (чуть позже) шлюзы. Оба шлюза эксплуатировались до середины шестидесятых годов двадцатого века, но сейчас являются техническими памятниками.
В 1886 году в городе открывается почтовое отделение королевской почтовой службы. В 1910 году начинается строительство городского водопровода и подключение домов к электросети.
Сразу после окончания Второй мировой войны Хинтерхермсдорф принимает большое количество граждан немецкой национальности, изгнанных из Чехии.
В 2001 году Хинтерхермсдорф был признан самой красивой деревней Саксонии, получив золотую медаль на национальном конкурсе «У нашей деревни есть будущее » (ранее «Наша деревня должна быть красивее»).

## Достопримечательности

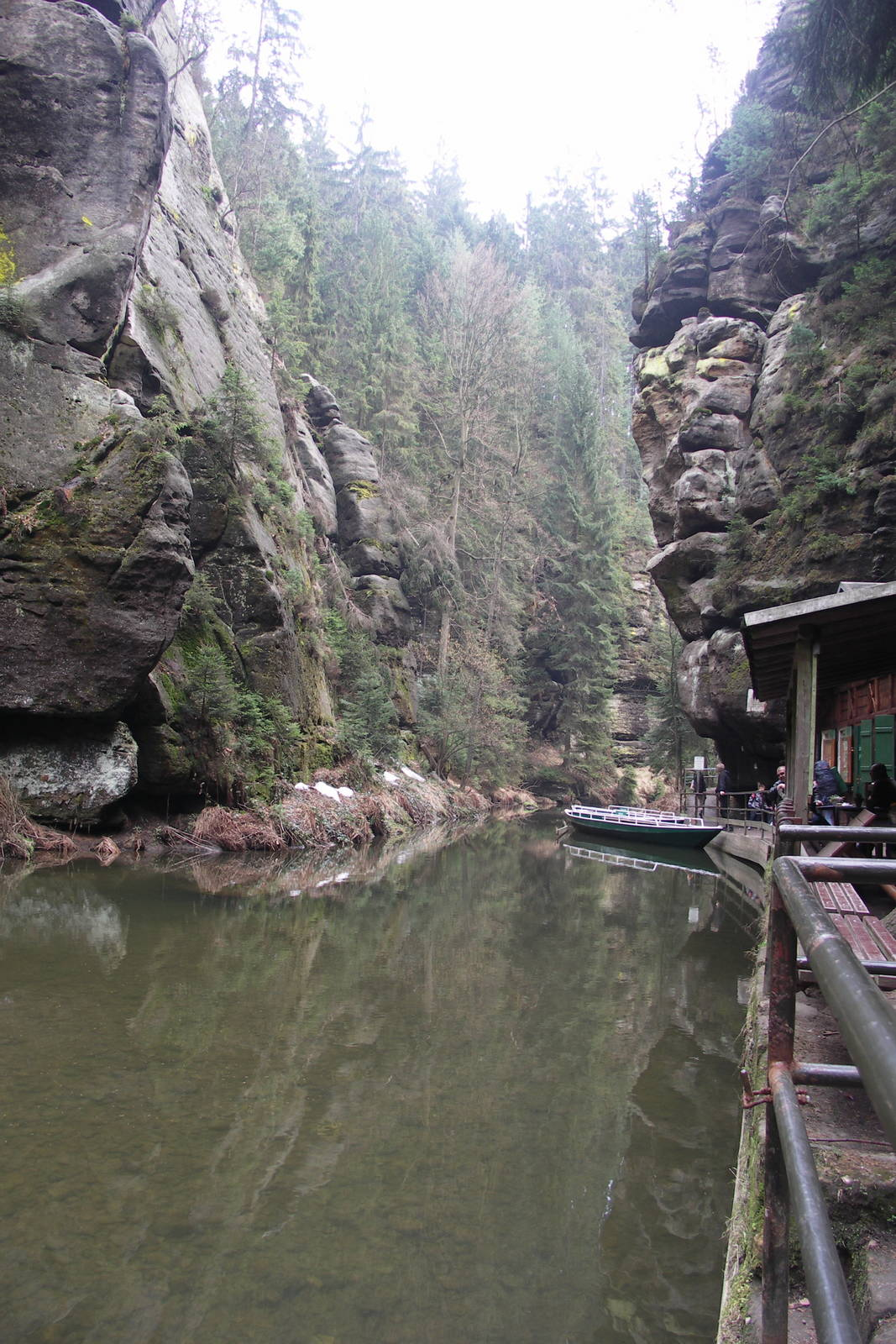
Лодочная станция у Верхнего шлюза

### Башня Вайфберг

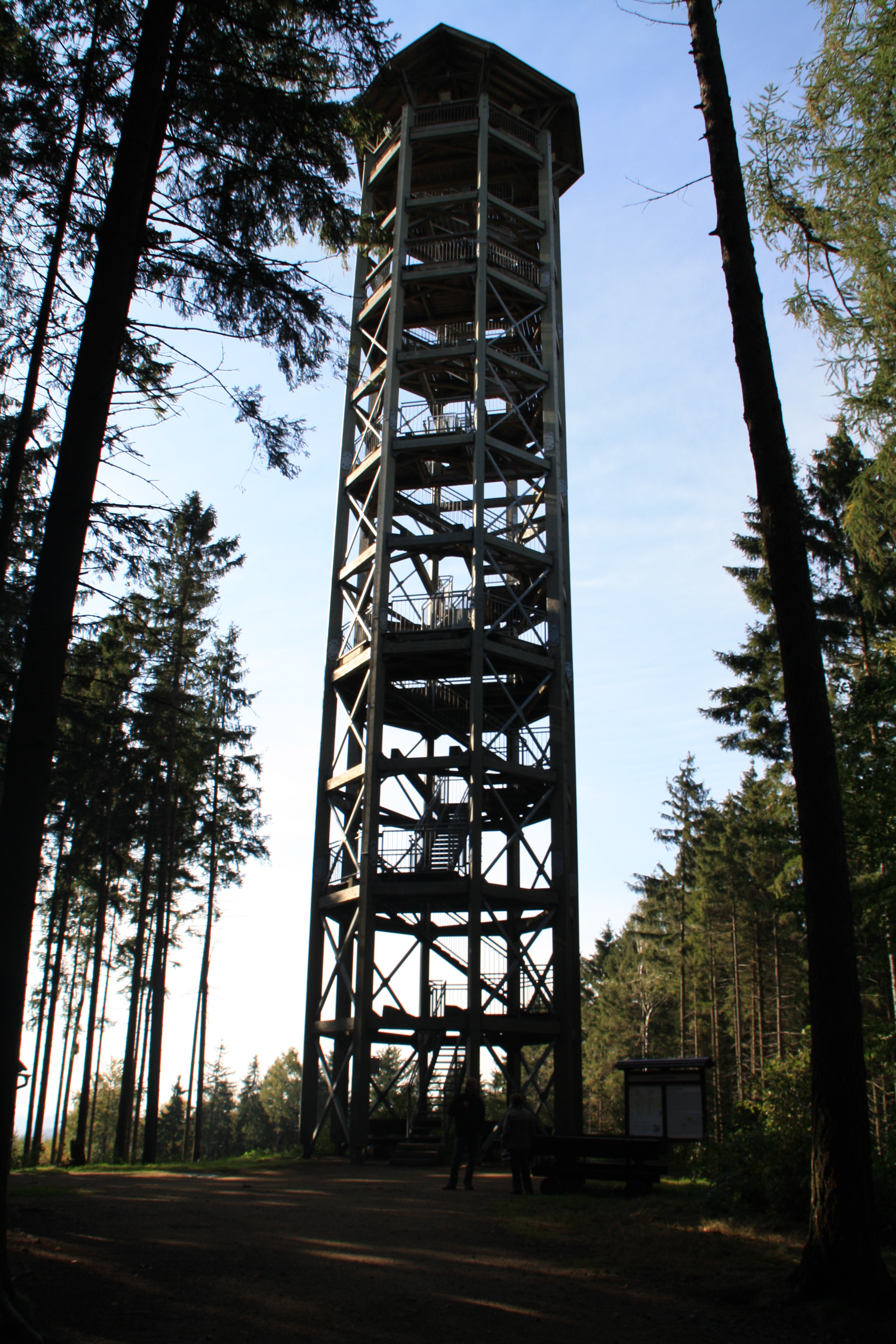
Смотровая башня на Вайфберге недалеко от Хинтерхермсдорфа

Башня Вайфберг была в 2000 году построена на горе Вайфберг, расположенной к северу от деревни. Башня сделана полностью из дерева.

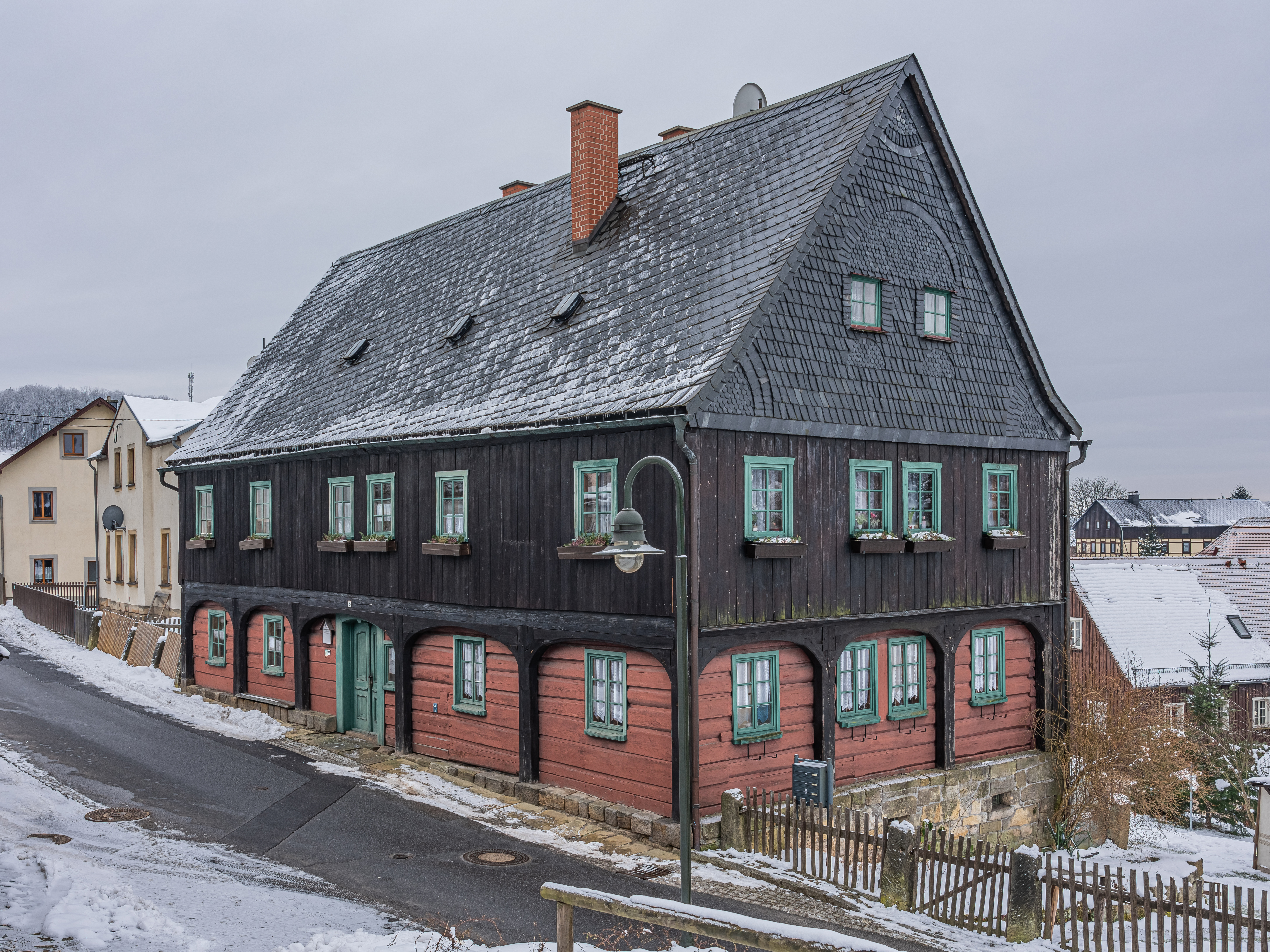
Краеведческий музей Хинтерхермсдорф

### Лесная школа
Лесная школа была открыта в 2002 году с целью ознакомления детей с лесной тематикой. Экскурсии и уроки в школе рассказывают в доступной для детей форме о ведении лесного хозяйства, а также объясняют взаимосвязь и важность природных процессов, происходящих в лесу.

### Церковь Ангела
Церковь Ангела была построена в 1690 году после опустошительной эпидемии красной дизентерии 1688 года. Церковь была построена всего за шесть месяцев мастером-строителем Хансом Хаманном из Тарандта. Благодаря удачному расположению и изящной архитектуре, эта небольшая церковь красиво вписалась в городской пейзаж . Барочный алтарь 1691/92 года создан, как предполагают, чешским мастером. В 1846 году церковь была расширена для установки нового органа, изготовленного Самуэлем Генрихом Геральдом. Парящий на хорах ангел дал название церкви — Ангельская церковь, которое официально закрепилось в 1927 году. Сейчас церковь является памятником архитектуры.

### Другие достопримечательности
- Краеведческий музей «Waldarbeiterstube»

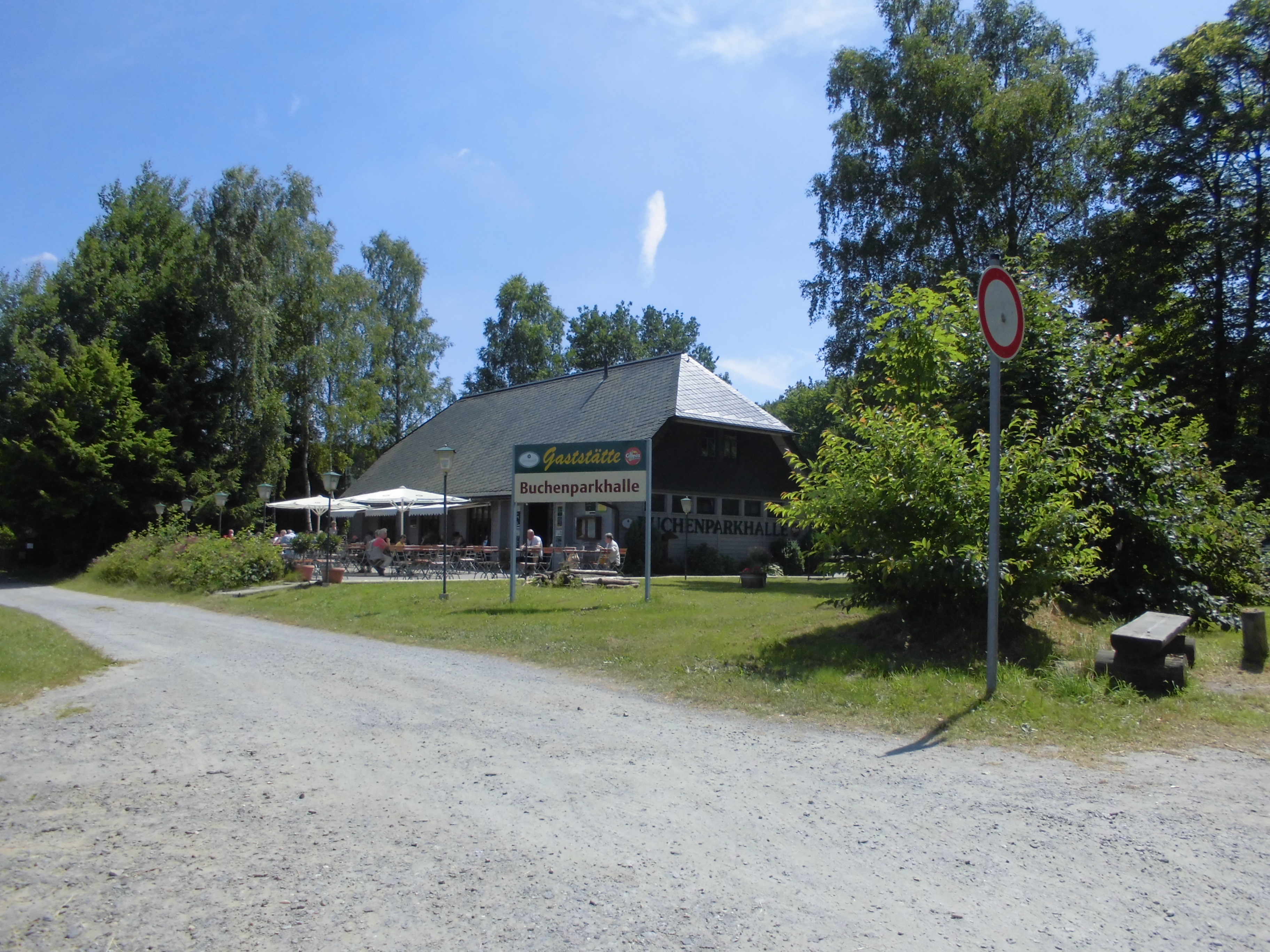
Буковый парк холл

- Буковый парк холл Смотровые площадки в окрестностях (Königsplatz, Großes and Kleines Pohlshorn, Arnstein и т. Д.): Смотровая площадка Кёнигсплац (437 м) обязана своим названием саксонскому королю Фридриху Августу II, который там останавливался.
- Buchenparkhalle с панорамным видом на Хинтерхермсдорф и Вайфберг

## Мемориалы
- Три мемориальные доски у входа в деревню, напротив кузницы Рихтера и на скале Мёнхштайн, были установлены в память о 600 узниках концлагеря, из концлагеря Заксенхаузен в апреле 1945 года. Рядом с этим местом эсэсовцами были убиты восемь заключенных: Пауль Фишер, Вильгельм Слатин, Герберт Альтшул, Фридрих Кауман, Эрвин Тайхнер, Курт Альтшул, поляк Матейский и француз.